# Michael Basse
Michael Basse, né le 14 avril 1957 à Bad Salzuflen, est un écrivain allemand. 
Il a publié des romans, des poèmes, des essais et des livres audio, ainsi que des poèmes traduits de l'anglais, du français et du bulgare (notamment John F. Deane (en), Blaga Dimitrova et Ljubomir Nikolov).

## Biographie
Basse a grandi en Rhénanie-du-Nord-Westphalie, en Basse-Saxe et dans le Bade-Wurtemberg. En 1984, il s'installe à Munich et commence à étudier la philosophie à la LMU[Quoi ?], où il obtient son diplôme de maîtrise en 1990. En 1984, Basse était l'un des cofondateurs de l'Office de la littérature de Munich, dont il a dirigé le conseil d'administration pendant quatre ans.
Dans les années 1990 et 2000, il a présenté de nombreux auteurs au Cabinet de poésie de Munich, par exemple Anise Koltz et Jean Portante, Eva Hesse (Autorin) (de) et Mary de Rachewiltz (en), fille et éditrice des œuvres d'Ezra Pound. De 1993 à 2015, Basse a travaillé en tant que pigiste au département de la critique culturelle de la Bayerischer Rundfunk.
De 1994 à 1999, il écrit régulièrement des critiques littéraires pour la section artistique de la Süddeutsche Zeitung.

### Travail littéraire
Avec son premier ouvrage Et le matin il y a encore des nouvelles (1992), il a été décrit comme  « un puissant poète lyrique qui regarde les particules de la réalité à la loupe ». Le premier recueil de poèmes de Basse est toujours fortement influencé par son ancien mentor, Johannes Poethen. En dépit de cela, il a été observé qu' « il n'abandonne pas le rythme et les vers, mais reste toujours dans le royaume de la vie quotidienne ».
Le second volume de poésie de Basse est qualifié de « sorte de cartographie poétique ». Dans L'acquisition de terrain n'a pas lieu (1997), il utilise pour la première fois la forme d'un poème en prose. Peinture, danse et la musique sont également inclus à plusieurs reprises dans les poèmes,.
Son troisième recueil de poèmes, Sentiments partisans (2004), a été baptisé « protocoles lyriques » : des textes ou des actes de parole synthétisés qui combinent différents niveaux de discours et de réalité.
Après un autre volume de poèmes en prose (Hommes admirables, 2008), Basse est revenu dans son cinquième recueil de poèmes, Skype connecté (2010), à des formes plus courtes de poèmes, qui abordent le langage parlé au quotidien,.
Il publie en 2010 son premier roman, Carrière, dans lequel il traite de manière critique la gauche dans les années 80 et 90.
En 2016, il publie son deuxième roman, Zone Américaine, qui présente la problématique des relations allemandes-américaines.
Les poèmes de Michael Basse ont été traduits en plusieurs langues, dont l'anglais,, le hongrois et le néerlandais.